# Instituto de Medicina Legal y Ciencias Forenses
El Instituto de Medicina Legal y Ciencias Forenses (IMELCF) es una entidad pública que presta servicios periciales de Ciencias Forenses, con la misión de prestar asesoría técnico-científica al sistema de justicia, con fundamento científico. Esta organización, integrada por médicos forenses y personal técnico y auxiliar, tiene su sede en la Ciudad de Panamá.
El Instituto de Medicina Legal y Ciencias Forenses fue creado mediante Ley n.º 29 del 25 de octubre de 1984, que adoptó el Código Judicial de Panamá, adscrito a la Procuraduría General de la Nación.

## Antecedentes
En 2006, con la aprobación de la Ley 50, de 13 de diciembre, se reorganizó el Instituto, que por aquel entonces solamente ofrecía servicios periciales de Medicina Forense y algunos laboratorios. Quedó adscrito al Ministerio Público para asesorar científica y técnicamente a la administración de justicia en lo concerniente a la investigación y a la descripción científica y médico-científica de los hallazgos y las evidencias médico-legales. Esta ley también dispuso que los cargos directivos debían ser ocupados mediante concurso de méritos profesionales, estableció garantías laborales para los funcionarios y garantizó la autonomía en el manejo administrativo y de los recursos humanos.
Al año siguiente, en 2007, la Asamblea Nacional aprobó la Ley 69, de 27 de diciembre, y se transfirieron al IMELCF, los Departamentos de Criminalística, Servicios Periciales y Laboratorios Forenses de la extinta Policía Técnica Judicial de Panamá. De esta manera, se integraron en una sola institución civil todos los servicios periciales científicos relacionados con las Ciencias Forenses.

## Funciones
La investigación médico-legal en todos los casos de muerte violenta o sospechosa de criminalidad es la función más conocida de los médicos forenses. Sin embargo, también es reconocida su intervención en el control periódico de la evolución de los lesionados, junto con la valoración de los daños corporales que sean objeto de actuaciones procesales.

## Organización territorial
Está regido por una junta directiva integrada por el procurador general de la Nación, quien la preside; el presidente de la Sala Penal de la Corte Suprema de Justicia; el decano de la Facultad de Medicina de la Universidad de Panamá; un delegado del Colegio Médico de Panamá; un delegado del Colegio Nacional de Abogados y el director general del Instituto.

## Dirección
Los órganos directivos del Instituto son: la Dirección General, las Subdirecciones de Medicina Forense y Criminalística, las Secretarías Administrativa y de Finanzas, de Recursos Humanos, de Docencia, Investigación y Normativa y la Secretaría General.

## Mártir de la dictadura
El Instituto de Medicina Legal y Ciencias Forenses (IMELCF) entregó el 27 de diciembre de 2017, los restos de la estudiante desaparecida durante más de cuarenta años, a sus familiares. Betsy Marlene Mendizabal desapareció el 30 de enero de 1976 cuando fue víctima de la dictadura militar en el distrito de Mariato. Junto a ella se encontraba su novio, Jorge Enrique Falconett, cuyo cuerpo nunca apareció.
Los restos de Betsy fueron investigados en Argentina en mayo de 2012. Según un informe elaborado en 2002 por la Comisión de la Verdad, hoy en día existen más de 110 personas asesinadas o desaparecidas durante el régimen militar entre 1968 y 1989.